# Tortoniano
| Periodo                                                                                   | Epoca       | Piano         | Età (Ma)    |
| ----------------------------------------------------------------------------------------- | ----------- | ------------- | ----------- |
| Quaternario                                                                               | Pleistocene | Gelasiano     | Più recente |
| Neogene                                                                                   | Pliocene    | Piacenziano   | 3,600       |
| Neogene                                                                                   | Pliocene    | Zancleano     | 5,333       |
| Neogene                                                                                   | Miocene     | Messiniano    | 7,246       |
| Neogene                                                                                   | Miocene     | Tortoniano    | 11,63       |
| Neogene                                                                                   | Miocene     | Serravalliano | 13,82       |
| Neogene                                                                                   | Miocene     | Langhiano     | 15,98       |
| Neogene                                                                                   | Miocene     | Burdigaliano  | 20,45       |
| Neogene                                                                                   | Miocene     | Aquitaniano   | 23,04       |
| Paleogene                                                                                 | Oligocene   | Chattiano     | Più antico  |
| Suddivisione del Neogene secondo la Commissione internazionale di stratigrafia dell'IUGS. |             |               |             |

Nella scala dei tempi geologici, il Tortoniano è il quinto dei sei piani o stadi stratigrafici in cui è suddiviso il Miocene, la prima delle due epoche del Neogene.

Questa unità cronostratigrafica si estende tra 11,63  milioni di anni fa e 7,246 milioni di anni fa (Ma), per una durata complessiva di 4,384 milioni di anni (Hilgen et al., 2003).
È preceduto dal Serravalliano e seguito dal Messiniano.

## Etimologia
Il Tortoniano è stato introdotto nella letteratura scientifica nel 1858 dallo stratigrafo svizzero Karl Mayer-Eymar.
 
Il nome deriva dalla città italiana di Tortona in provincia di Alessandria presso la quale si trovava l'originario stratotipo.

## Definizioni stratigrafiche e GSSP
La base del Tortoniano è data dall'ultima comparsa contemporanea del nanoplancton calcareo Discoaster kugleri e dei foraminiferi planctonici della specie Globigerinoides subquadratus. È associato alla breve cronozona magnetica polarizzata C5r.2n e coincide strettamente con l'evento Mi-5 dello stadio dell'isotopo marino.
Il limite superiore, nonché base del successivo Messiniano, è dato dalla prima comparsa dei foraminiferi planctonici della specie Globorotalia conomiozea e stratigraficamente è posizionato al centro della cronozona magnetica C3Br.1r.

### GSSP
Il GSSP, il profilo stratigrafico di riferimento della Commissione Internazionale di Stratigrafia,  per il limite Serravalliano-Tortoniano si trova presso la spiaggia del Monte dei Corvi, a 5 km a SE di Ancona, in una sezione esposta lungo la costa, che può essere raggiunta attraverso un sentiero che parte da "La Sardella", a circa 100 m da Monte dei Corvi. Le sue coordinate sono: latitudine of 43°35'12" N e longitudine 13°34'10" E.
Si tratta di un orizzonte litostratigrafico rappresentato da un'alternanza di strati sedimentari gradati costituiti da marne e marne argillose grigio-verdi al tetto, e sapropeliti (peliti a elevato contenuto di materiale organico) di colore bruno alla base. Le sapropeliti rappresentano eventi anossici occorsi in un ambiente deposizionale emipelagico.
La datazione assoluta è stata determinata misurando l'alternanza e l'estensione dei livelli sapropelitici la cui deposizione risulta correlabile ai cicli astronomici di variazione di precessione, inclinazione assiale ed eccentricità orbitale terrestre.
Uno stratotipo ausiliario è stato identificato sul versante sud del Monte Gibliscemi, in Sicilia, ben correlato con la sezione di Monte dei Corvi.

## Paleoantropologia
Cronologia paleoantropologica del Tortoniano ordinata dall'evento più antico a quello più recente. Le datazioni sono indicative e possono essere suscettibili di modifiche con il miglioramento delle conoscenze paleontologiche.
- 12,5 (Serravaliano) - 10,5 m.a. - speciazione ed estinzione di Sivapithecus indicus, una scimmia antropomorfa i cui fossili sono stati ritrovati nella pianura del Petwar in Pakistan e in varie parti dell'India. Sivapithecus è un genere estinto della sottofamiglia Ponginae ritenuto un antenato comune dei moderni oranghi (Pilbeam, 1982).
- 10 m.a. - datazione dei fossili di Sivapithecus parvada, ritrovati nel 1988 in India. Si tratta di una scimmia antropomorfa della sottofamiglia Ponginae.
- 9.5 - 8.5 m.a. - speciazione ed estinzione di Sivapithecus sivalensis, una scimmia antropomorfa della sottofamiglia Ponginae i cui fossili sono stati ritrovati in India.
- 8,5 – 8 m.a. - datazione dei fossili di Oreopithecus bambolii ritrovati presso la centrale termoelettrica di Fiume Santo nelle vicinanze di Porto Torres in Sardegna. Altri fossili della stessa specie erano stati rinvenuti in Toscana nel 1852 nei pressi del Monte Bamboli. Il primo scheletro fossile completo di Oreopithecus bambolii, oggi conservato al Museo di Paleontologia dell'Università di Firenze, fu scoperto il 2 agosto 1958  da due minatori a Baccinello. Il primate antropomorfo fossile, definito "Sandrone" dalla popolazione locale, fu identificato dal paleontologo Prof. Johannes Hürzeler. Oreopithecus bambolii è una scimmia antropomorfa; non fa parte della linea evolutiva umana ma è caratterizzata da un'inusuale andatura bipede (anche se mantiene tratti arboricoli). La sua evoluzione avvenuta in un ambiente insulare (anche la Toscana costituiva un'isola in questo periodo) sarebbe stata facilitata dall'assenza di predatori.